# Ємність середовища
Ємність середовища — це місткість конкретної екосистеми щодо досліджуваного компонента, яка вимірюється за допомогою показників вмісту компонента (концентрація, щільність, маса тощо) або функціональних змінних, які корелюють з ними.
Тут поряд з чисельністю організмів пропонується враховувати і   біомасу, яка є однією з найважливіших енергетичних характеристик популяції. Якщо з точки зору популяційної екології таке визначення є прийнятним, то при екосистемному аналізі воно потребує суттєвого доповнення. Важливо підкреслити, що часто визначення «ємності середовища» несуть в собі кількісні характеристики ресурсів, перетворених популяціями того чи іншого виду тварин, які входять до біоценозу, тобто до певної міри адекватні поняттю «екологічна ніша», і не містять необхідної оцінки загального запасу енергії біоценозу.
Якщо «екологічна ніша» характеризує місце популяції того чи іншого виду в екосистемі (або в біоценозі) та її ставлення до сукупності ресурсів, то поняття «ємність середовища», на думку деяких авторів, має враховувати весь енергетичний запас біоценозу, перетворений на ресурси.
Термін «ємність середовища» вживається зазвичай при вивченні динаміки популяцій конкретного виду. Це наклало відбиток на зміст, що вкладається в саме поняття. Так, Р. Ріклефс визначає ємність середовища числом особин, потреби яких можуть бути задоволені ресурсами даного місцеперебування.
Такого ж типу визначення містяться і в роботі Р. Уїттекера та інших авторів, які вважають, що ємність середовища можег визначатися граничною чисельністю популяції, по досягненні якої швидкість росту популяції дорівнює нулю.
Як показали деякі дослідження, підгонка біомаси споживача до біомаси жертви здійснюється як шляхом зміни чисельності популяції, так і за рахунок зміни розмірів організмів, що складають популяцію. Останнє дозволяє вважати, що в процесі перенесення речовини і енергії по трофічних ланцюгах популяція регулює свою продуктивність відповідно до продуктивністю інших ланок цього ланцюга, у зв'язку з чим її чисельність в екосистемі піддається подвійному контролю: з боку популяції жертви і популяції хижака. Така подвійна регуляція дозволяє популяції підтримувати достатньо високу чисельність навіть тоді, коли для неї складаються несприятливі кормові умови. Вищенаведені визначення Р. Ріклефса і Р. Уїттекера не враховують такої подвійної регуляції в енергетиці популяцій.
У визначенні ємності середовища як «розмірі здатності природного або природно-антропогенного оточення забезпечувати нормальну життєдіяльність (дихання, харчування, розмноження, відпочинок тощо) певному числу організмів або їх біоценозам без помітного порушення самого оточення» не враховується структурна організація біогеоценозу, що є найважливішим параметром будь-якої екосистеми.
В результаті взаємодії енергетичних явищ в харчових ланцюгах кожне товариство набуває певну трофічну структуру, а потік енергії, що проходить через екосистему, служить найбільш прийнятним показником для порівняння будь-якого компонента з іншим і всіх компонентів екосистеми між собою. З цього положення випливають кількісний і якісний аспекти характеристики екосистеми, які можна покласти в основу визначення поняття «ємність середовища».
Виходячи з цього слід вважати, що під ємністю середовища слід розуміти здатність екосистеми акумулювати певну кількість енергії, перетвореної в ресурси, необхідні для підтримки структурної різноманітності біотичної спільноти.
Подібне визначення «ємності середовища» у дещо іншій термінологічній інтерпретації призводить Н. Т. Масюк. Він вводить поняття «екотопічний об'єм» і «біотична ємність», відзначаючи при цьому, що "… екотопічний об'єм — це комплекс (сукупне поєднання) загальних біологічно доступних і використовуваних прямо-і опосередкованодіючих екологічних ресурсів, який формується на конкретній ділянці земної поверхні (едафотоп) під впливом мега-, мезо- і мікроклімату, біотичних факторів (з урахуванням їх прямої дії і післядії, наприклад, в сукцесіях і сівозмінах) та господарської діяльності людини ". І далі Н. Т. Масюк підкреслює, що «екотопічний об'єм вказує на різноманітність екологічних умов (властивостей екотопів), біотична ємність — на раціональні шляхи їх використання за допомогою автотрофних рослин і консортивні пов'язаних з ними мікробо- і зооценозів …» (С. 24). При цьому найвищий ступінь використання середовища, на думку автора, досягається при наявності повної відповідності між екотопічним обсягом і біотичною ємністю. Іншими словами, екотопічні об'єм — це потенційна ємність екосистеми, тоді як біотична ємність — реальна ємність, яка використовується біотичним угрупованням в цей момент часу в конкретному місцеперебуванні. В ході сукцесії біотична ємність зростає, дедалі більше наближаючись до екотопічного об'єму (теоретично, при досягненні біотичною спільнотою клімаксного стану потенційна і реальна ємності рівні).
Оскільки в спільноті відбуваються втрати енергії при перенесенні з одного трофічного рівня на інший, матеріально-енергетична ємність кожного наступного рівня буде зменшуватися. Тому правомірно застосування поняття «ємність середовища» для кожного трофічного рівня. Важливо відзначити, що подібне трактування цього поняття охоплює крім структурного і функціональний аспект, тому що дозволяє по характеристиці речовинно-енергетичної ємності екосистеми та екологічних ніш популяцій окремих видів, що входять до спільноти, оцінювати ступінь їх взаємодії. Крім того, такий підхід відкриває можливість за характером використання ресурсів екосистеми судити про стадії її розвитку, що має велике значення для екологічного прогнозування та управління екосистемами.